# Fauna da Oceania
Esta é uma Lista das espécies de animais que vivem na Oceania:

## Nativos
- Canguru
- Cisne negro
- Coala
- Diabo-da-tasmânia
- Dingo
- Elefante-marinho
- Kaluta
- Kowari
- Mulgara
- Numbat
- Ornitorrinco
- Quivi
- Quoll
- Wallaby
- Crocodilo-de-água-salgada
- morcego aquático

## Extintos
- Lobo-da-tasmânia
- Leão-marsupial

## Invasoras
- Coelho
- Camelo
- Ovelha
- Besouro
- Rato